# Лоуренс Девід Фрідман
Сер Лоуренс Девід Фрідман (англ. Lawrence David Freedman) (7 грудня 1948, Тайнмут, Тайн-енд-Вір, Велика Британія) — почесний професор військових досліджень в Королівському коледжі Лондона, що вважається провідним фахівцем у галузі британських стратегічних досліджень. Залучався до офіційного розслідування участі Великої Британії у війні в Іраку. 2019 року брав участь у Львівському безпековому форумі в Україні..

## Життєпис
Здобув освіту в гімназії Вітлі Бей, в Університеті Вікторії в Манчестері (BA), в Університеті Йорка (BPhil) і Оксфордському університеті, де він навчався в коледжі Наффілд (стипендіат 1974-75) і Факультет соціальних досліджень. Його докторська дисертація, представлена в 1975 році, була «Визначення радянської загрози в стратегічних рішеннях США з питань озброєнь: 1961—1974». Потім він провів неповний робочий день в коледжі Балліола.

## Кар'єра
Фрідман обіймав посади в Міжнародному інституті стратегічних досліджень та Королівському інституті міжнародних відносин, перш ніж він був призначений в 1982 році професором військових досліджень в Королівському коледжі Лондона. До 1997 року він очолював Військові дослідження. 2000 року він був першим керівником Школи соціальних наук і державної політики коледжу. З 2003 року по грудень 2013 року він був заступником директора в Королівському коледжі Лондона. Він звільнився з Кінгс-коледжу в грудні 2014 року. Він був призначений членом коледжу в 1992 році. Він був призначений запрошеним професором в Оксфордському університеті в Школі державного управління Blavatnik в 2015 році. Фрідман брав участь в підготовці чиказької промови 1999 року, в якій Тоні Блер виклав «доктрину Блера». Фрідман був офіційним істориком кампанії Фолклендських островів і автором Кампанії «Офіційна Історія Фолклендських островів», опублікованій в двох томах (London: Routledge, 2006).

## Сфера наукових інтересів
Основними сферами інтересів Фрідмана є проблеми сучасної оборони і зовнішньої політики. Він багато писав про ядерну стратегію у «холодній війні», а також регулярно коментує сучасні проблеми безпеки і дає огляди книг із закордонних справ. Його останні книги містять документ Адельфи «Революція в стратегічних питаннях», відредаговану книгу «Стратегічний примус», ілюстровану книгу про «холодну війну», збірка есеїв із британської оборонної політики і війнам Кеннеді, в яких висвітлюються основні кризи початку 1960-х років в Берлін, Куба і В'єтнам. Війни Кеннеді були срібними призерами премії Артура Росса, яку присуджує Рада з міжнародних відносин в Нью-Йорку. Крім того, 2004 року вийшла книга про стримування. «Вибір ворогів: Америка протистоїть Близькому Сходу» (Нью-Йорк: PublicAffairs, 2008), завоювала премію Лайонела Гельбера 2009 року і медаль герцога Вестмінстерського за військову літературу 2009 року. Стратегія: Історія (New York: Oxford University Press, 2013) була названа Financial Times однією з кращих книг 2013 року і була відзначена премією WJ McKenzie Book Prize від Асоціації політичних досліджень.

## Нагороди та відзнаки
- Член Британської академії (1995)
- Командор ордену Британської імперії (1996)
- Лицар-командор ордену Святого Михайла і Святого Георгія (2003).
- Золота медаль Чесні за видатний внесок в області оборони і міжнародної безпеки. (2006), Королівським інститутом об'єднаних служб
- Премія за видатні наукові досягнення від Секції досліджень міжнародної безпеки Асоціації міжнародних досліджень США (2007)
- Перша премія Джорджа Белла за лідерство в стратегічних дослідженнях від Міжнародної ради Канади (2008).
- Член Таємної ради Сполученого Королівства, (2009), коли був призначений до розслідування щодо Іраку.

## Книги
Українською було опубліковано такі книги Лоуренса Фрідмана:
- Лоуренс Фрідман. Стратегія: історія. Переклад з англійської: Юлія Семенюк. Харків: Фоліо. 2024. 848 стор. ISBN 978-617-551-826-7
- Лоуренс Фрідман. Командування. Політики військових операцій від Кореї до України. Стратегії, що формують хід історії. Переклад з англійської: Ігор Возняк. Харків: КСД. 2025. 672 стор. ISBN 978-617-151-390-7

## Сім'я
- Дружина — Джудіт, професор податкового права Пінсент Масон і член Вустерского коледжу Оксфордського університету.
- Діти — Рут і Сем.